# Charles Johnson (Politiker)
Charles Johnson (* um 1752 im Chowan County, Province of North Carolina; † 23. Juli 1802 bei Edenton, North Carolina) war ein US-amerikanischer Politiker. In den Jahren 1801 und 1802 vertrat er den Bundesstaat North Carolina im US-Repräsentantenhaus.

## Werdegang
Nach einer guten Schulausbildung begann Charles Johnson als Pflanzer zu arbeiten. Später begann er eine politische Laufbahn. In den Jahren 1781, 1784 und 1785 wurde er in den Kontinentalkongress gewählt, dessen Sitzungen er aber fernblieb. Zwischen 1781 und 1792 saß er mehrfach im Senat von North Carolina.
In den 1790er Jahren wurde Johnson Mitglied der vom späteren US-Präsidenten Thomas Jefferson gegründeten Demokratisch-Republikanischen Partei. Bei den Kongresswahlen des Jahres 1800 wurde er im ersten Wahlbezirk von North Carolina in das US-Repräsentantenhaus in Washington, D.C. gewählt, wo er am 4. März 1801 die Nachfolge von Joseph Dickson antrat. Charles Johnson konnte seine eigentlich bis zum 3. März 1803 laufende Legislaturperiode im Kongress aber nicht beenden, weil er bereits am 23. Juli 1802 starb.